# Озерний край (Велика Британія)
54°30′00″ пн. ш. 3°10′00″ зх. д. / 54.5° пн. ш. 3.1666666666667° зх. д.
Озерний край (англ. Lake District) — гірський регіон у Північно-Західній Англії, у графстві Камбрія. Територія історико-культурної області практично збігається з Кемберлендськими горами. Названий через велику кількость озер, що включають чотири найбільших в Англії — Віндермір, Алсвотер, Бассентвейт, Деруент-Вотер.
На території краю розташований національний парк Лейк-Дистрикт.

## Географія
Край розтягнувся на 55 км в ширину. Територія області сформувалася в результаті заледеніння, яке закінчилося 15 000 років тому. Тут є широкі долини, що утворилися в результаті впливу льодовиків і мають U-подібну форму, в яких і розташована більшість озер.
У найвисокогірніших районах знаходяться карстові озера. Високі гори мають скелясту структуру, нижчі пагорби являють собою вересову пустку, вкриту папороттю й вереском. Велику частину території займають болота, що є наслідком частих дощів.

## Туризм
Наприкінці XVIII століття територія Озерного краю стає популярною серед туристів. Частково це результат війн в континентальній Європі, що знижували можливість англійців подорожувати туди. Залізниці призводять до подальшої експансії туризму. «Залізниця Кендал і Віндермір» стала першою, яка проникла всередину озер, що досягла міста Кендал в 1846 році і Віндермір в 1847 році. Залізниці створюються тут на додаток до пароплавного транспорту, який існує на багатьох озерах.

Панорамний краєвид на Кезік з вершини гори Уолла-Крег